# Орская солнечная электростанция
Орская солнечная электростанция имени А. А. Влазнева (Орская СЭС) — одна из крупнейших солнечных электростанций в Российской Федерации (40 МВт). Введена в строй 21 декабря 2015 года.
Владелец станции — компания АО «Солнечный ветер».

## Расположение
Орская Солнечная Электростанция расположена между Орском и Гаем.

## Параметры
- Мощность электростанции при пуске составила 25 МВт;
  - за счет введения в эксплуатацию второй и третьей очереди в августе 2017 года, мощность была расширена до 40 МВт.
- Станция состоит из ста тысяч панелей и расположена на площади в 80 гектар.
  - все модули — российского производства.
- Для монтажа модулей, было установлено более чем 33 тысячи винтовых свай.
- Модули закреплены на опорных металлоконструкциях общим весом в 2122,5 тонн.